# 士家
士家又稱士家制，士家制是国家在特定条件下用私人部曲方式组织国家军队的制度，由曹操设立。士家有特别户籍，士家中的成年男子世代当兵，或服特殊劳役，士家中的妇孺和尚未從軍的男子，也要为政府耕田或服役。士家的身份低于平民，且不得与平民通婚。士家制一方面是豪强地主统治农民的方式在国家统治中的反映，另一方面也是对豪强地主的制约。